# ジュラシック・パーク/ラプターズ・ハイジャック
『ジュラシック・パーク/ラプターズ・ハイジャック』（Jurassic Park: Raptors Hijack）とは映画『ジュラシック・パーク』のシリーズのコミック作品の一つ。全4冊からなるストーリー構成になっている。、スティーブ・エングルハートによって描かれ、Topps comicsから出版された。ラプターシリーズの第3弾で前作の『ジュラシック・パーク/ラプターズ・アタック』からの続きである。 総集編の「Jurassic Park: Adventures」にも収録されている。また『リターン・トゥ ジュラシック・パーク』はその後的な物語にもなっている。

## あらすじ
ロバート・マルドゥーン、アラン・グラント博士、エリー・サトラー博士、イアン・マルカム博士の4人はヘリコプターに乗り、上空から南米コロンビアの熱帯多雨で逃げた、残りのヴェロキラプトル、「アルフィー」、「セリア」を探していた。一方、地上の熱帯多雨ではコロンビアの熱帯多雨にゴリラを放して観察の研究していたラドンナ・ベルヴェデーレ博士と言う老人の女性学者がいた。一方ヘリコプターからマルドゥーンがゴリラを発見し、マルドゥーン達はゴリラの調査の為、ヘリコプターから降り、マルドゥーン達はゴリラと遭遇し、エリーを誘拐する。しかし、2匹のヴェロキラプトルのアルフィーとセリアが現れ、ゴリラと対決しゴリラは死んでしまい2匹は去って行った。ベルヴェデーレ博士は2匹のラプトルと遭遇し、博士は2匹のヴェロキラプトル、アルフとセリアを観察し、ボディーランゲージを学ぼうとする。一方でハモンド財団では、バイオシン・コーポレーションがイスラ・ヌブラル島からラプトルの誘拐に資金が使われたと言うニュースを聞き、ハモンドは激怒し、バイオシン社を攻撃しろと部下のプレイザーを送り、グラント博士らを捜索するためヘリコプターを現地に送る。そして新しいジュラシック・パークの建設を企むバイオシン社のヘリコプターが現れマルドゥーン達を攻撃した。

## 登場人物
アラン・グラント博士

エリー・サトラー博士

ロバート・マルドゥーン

イアン・マルカム博士

ラドンナ・ベルヴェデーレ博士（Dr. LaDonna Belvedere）
生息地で動物を研究する眼鏡の老いた女性科学者。バイオシン・コーポレーションの資金提供でアフリカのゴリラを馴染みが薄い、南米コロンビアのジャングルの環境に解き放して研究していた。2匹のヴェロキラプトルのアルフィーとセリアと出会い、ラプトルのボディーランゲージを学んで、ラプトルとやり取りを取っていた。バイオシン社に雇われたジェレマイア・フィッシャー博士が新しい「ジュラシック・パーク」建設の為、ラプトルとボディーランゲージでやり取りが出来る彼女は使えるとして雇う。2匹のラプトルを見守るため、彼女もしぶしぶだが受け入れた。しかしフィッシャー博士はラプトルを監禁状態にした為落胆していた。ラプトルが逃げ出し、バイオシン社の役員とフィッシャー博士を殺した時、彼女自身、ラプトルと友情を築いている積りだったが、ラプトルは無視して彼女も殺した。
ジョン・ハモンド
インジェン社、ハモンド財団創始者。バイオシン・コーポレーションによるラプトル誘拐事件に激怒し、部下に爆弾をバイオシン施設に仕掛けるよう命じた。彼らはネドリーの裏切りが背後にあるものだとも言う。同時に南米で行方不明のグラント博士、エリー、イアン・マルカム、マルドゥーンの4人を見つける為、現地にヘリコプターを派遣した。
エドガー・プレイザー（Edgar Prather）
インジェン社の人物で、ハモンドの側近。
ビル・スタインガーテン（Bill Steingarten）
インジェン社のライバル企業バイオシン・コーポレーションの会長。新しい「ジュラシック・パーク」建設の為、ジェレマイア・フィッシャー博士を雇う。施設がインジェン社による攻撃を受けた時、携帯電話でハモンドに激怒するが、逆にハモンドに一蹴りされた。
ジェレマイア・フィッシャー博士（Dr. Jeremiah Fischer）
軍のジュラシック・パークの再編成の為雇われた恐竜の専門家の科学者。パークやヴェロキラプトルの知識があり、バイオシン・コーポレーションによる新しい「ジュラシック・パーク」と、2匹のラプトルを見つける為、バイオシン社の会長のビル・スタインガーテンに雇われる。ラプトルとコミュニケーションを取ろうとしていたラドンナ・ベルヴェデーレ博士をラプトルを持つ為の頭だとして雇い、ラプトルの周りを囲いの壁を作った。マルカムとエリーが彼のパークに侵入した時、殺そうとする。しかし、ラプトルが逃げ、彼の部下を殺し、彼も殺された。

## 登場する恐竜・動物
ヴェロキラプトル Velociraptor
「アルフィー」、「セリア」（Alfie、Ceila）
『ジュラシック・パーク/ラプターズ・アタック』から生き残った2匹のラプトルである。ジャングルでゴリラと遭遇し闘った後、ゴリラを研究していたラドンナ・ベルヴェデーレ博士と出会う。ベルヴェデーレ博士はラプトルのボディーランゲージを学びやり取りが出来る様になった。後に新しい「ジュラシック・パーク」を計画する、ジェレマイア・フィッシャー博士率いるバイオシン・コーポレーションによりラプトルの周りに囲いが築かれ、監禁状態で監視の研究がされた。雌のセリアは雄のアルフとの間で出来た卵を産み、子供が出来る。最後は逃げ出し、フィッシャー博士やバイオシン社の部下やベルヴェデーレ博士らを殺して、アルフィーとセリアと子供のラプトルの3匹は森の奥に去って行った。
ゴリラ
コロンビアのジャングルにいた動物。元々ゴリラは南米には生息していないが、このゴリラはバイオシン・コーポレーションが研究の為、放したゴリラでベルヴェデーレ博士が研究でゴリラと一緒にいた。2匹のラプトルを追うグラント博士達に発見された後、エリーをさらう。その時、2匹のラプトルと遭遇し、闘いとなった。しかしラプトルと闘ってる時、最後は崖から落ちて死んだ。